# Axiodes bifasciata
Axiodes bifasciata là một loài bướm đêm trong họ Geometridae.